# Josh Richards
Pour les articles homonymes, voir Richards.
Josh Richards, né le 31 janvier 2002 à Toronto, est un acteur, musicien et homme d’affaires canadien. Il est présent sur un certain nombre de réseaux sociaux et est directeur de stratégie de Triller.

## Vie privée
Josh Richards est né le 31 janvier 2002 à Cobourg, en Ontario. Il a 2 frères et sœurs, Olivia et William. Sa famille habite au Québec. Il est suivi par 25 millions d'abonnés sur TikTok, 2,2 millions sur YouTube et 6,1 millions sur Instagram.
Il est membre de la Sway House depuis janvier 2020. Il a joué dans des films tels que Brother's Keeper et Summertime Dropouts. Il a aussi joué dans le film Dream Scenario sorti en 2023. En mars 2020, Josh Richards a sorti un morceau de diss destiné à Lil Huddy intitulé Still Softish avec Bryce Hall dans lequel il parle de son flux de trésorerie, la taille de ses parties intimes, la forme générale de son corps et comment il essaye de séduire d’autres femmes tandis qu’il est en couple avec Charli D’Amelio[style à revoir] . Josh Richards est le cofondateur de TalentX Entertainment. En juillet 2020, Richards est devenu le premier artiste à signer un contrat d'enregistrement avec Talent X et Warner Records.
Selon un rapport de Forbes publié en août 2020, Richards a gagné 1,5 million de dollars en 2019 grâce à ses nombreux contrats de parrainage, ce qui fait de lui la cinquième personnalité TikTok la mieux rémunérée.